# Karel Hipman
Karel Hipman, též Karel František Hipman či Hippmann (3. března 1867 Praha — 14. července 1914 Praha) byl zakladatel prvního českého moderního obrázkového časopisu Český svět, propagátor česko-francouzských vztahů.

## Život
Narodil se v pražské Staré poštovské ulici (nyní Karoliny Světlé); jeho otcem byl typograf Josef Hippmann (1827-1903), matkou Josefa, rozená Fritschková (1838-??). Podle policejní přihlášky byl jejich jediné dítě, rodiče žili odděleně nejpozději od roku 1889. Otec Josef Hippmann založil v roce 1895 První dělnickou tiskárnu, která později působila pod jménem Grafia.
Karel Hipman vystudoval gymnázium a obchodní školu, stal se ředitelem továrny na email u Brna. V devadesátých letech 19. století vlastnil v Praze dva obchody s kovovým zbožím, ty však roku 1895 prodal, aby se mohl stát vydavatelem.

### Propagátor francouzsko-českých vztahů
Do roku 1900 pobýval několik let ve Švýcarsku. O své dojmy ze Švýcarska se dělil se čtenáři českého tisku, zejména Národních listů. Příspěvky podepisoval Charles Hipman. Poznatky shrnul knižně roku 1899 v publikace Na příč Švýcarskem.
Ve francouzštině vydal několik publikací propagujících český národ.

### Vydavatel a redaktor Českého světa
Vydávání časopisu Český svět bylo nejvýznamnějším počinem Karla Hipmana. Časopis založil po svém návratu ze Švýcarska a byl jeho jediným redaktorem a vydavatelem. První číslo vyšlo 5. října 1904 v úctyhodném nákladu 7 000 výtisků a bylo rychle vyprodáno. Hipmanovi se podařilo vydávat Český svět do roku 1913, kdy ho, již nemocný, prodal nakladatelství Emil Šolc. Na výtisku z 8. srpna 1913 je ještě uveden jako redaktor a vydavatel; číslo následující (15. srpna 1913) již uvedlo nového vydavatele (Emil Šolc) a redaktora.
Za hlavní přínos časopisu lze považovat systematické přinášení reportážních fotografií doplňujících text. Fotografie byly významnou součástí časopisu od samého počátku a pocházely často od nejvýznamnějších autorů své doby.

### Rodinný život

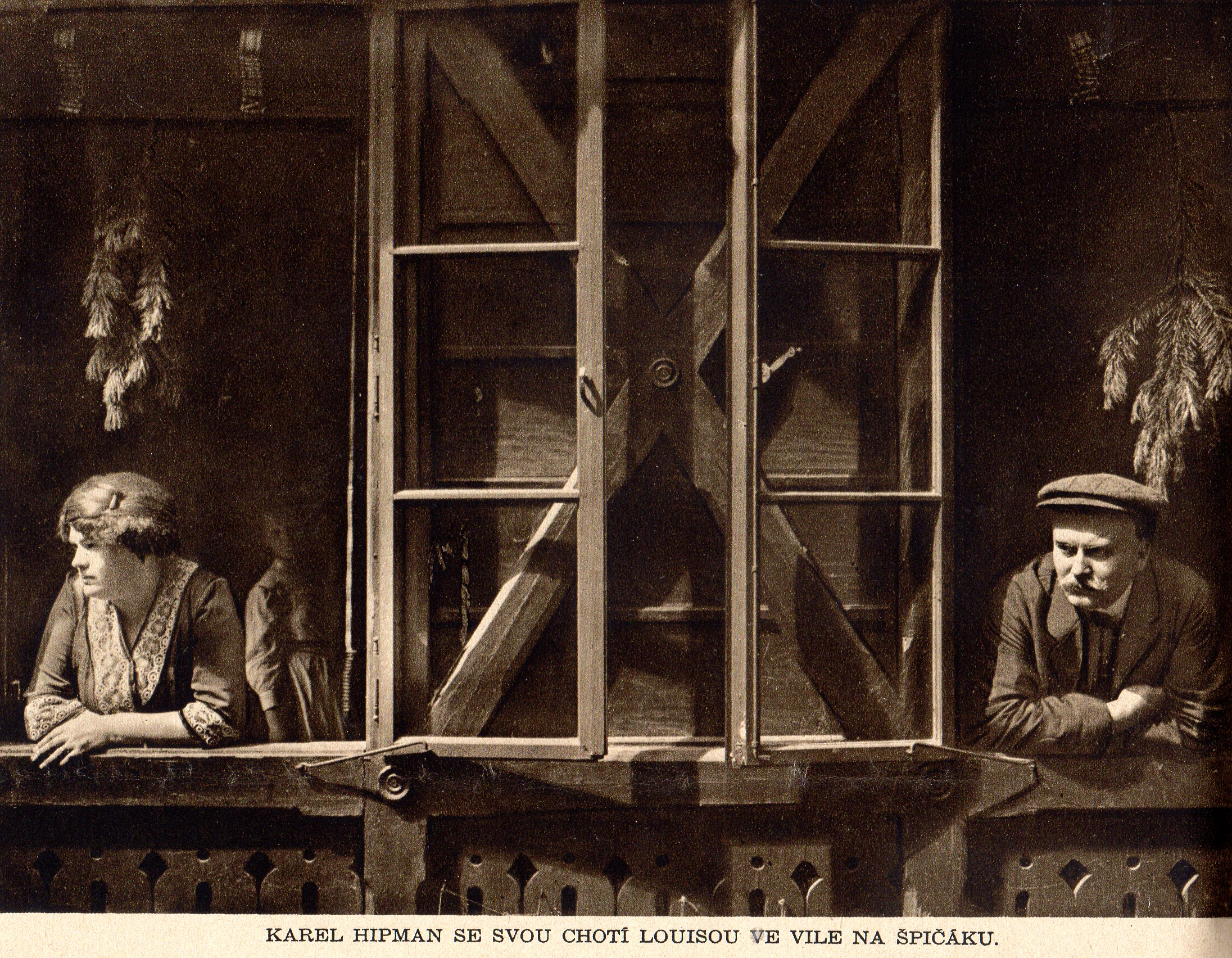
Karel Hipman s manželkou (Pestrý týden 1932)

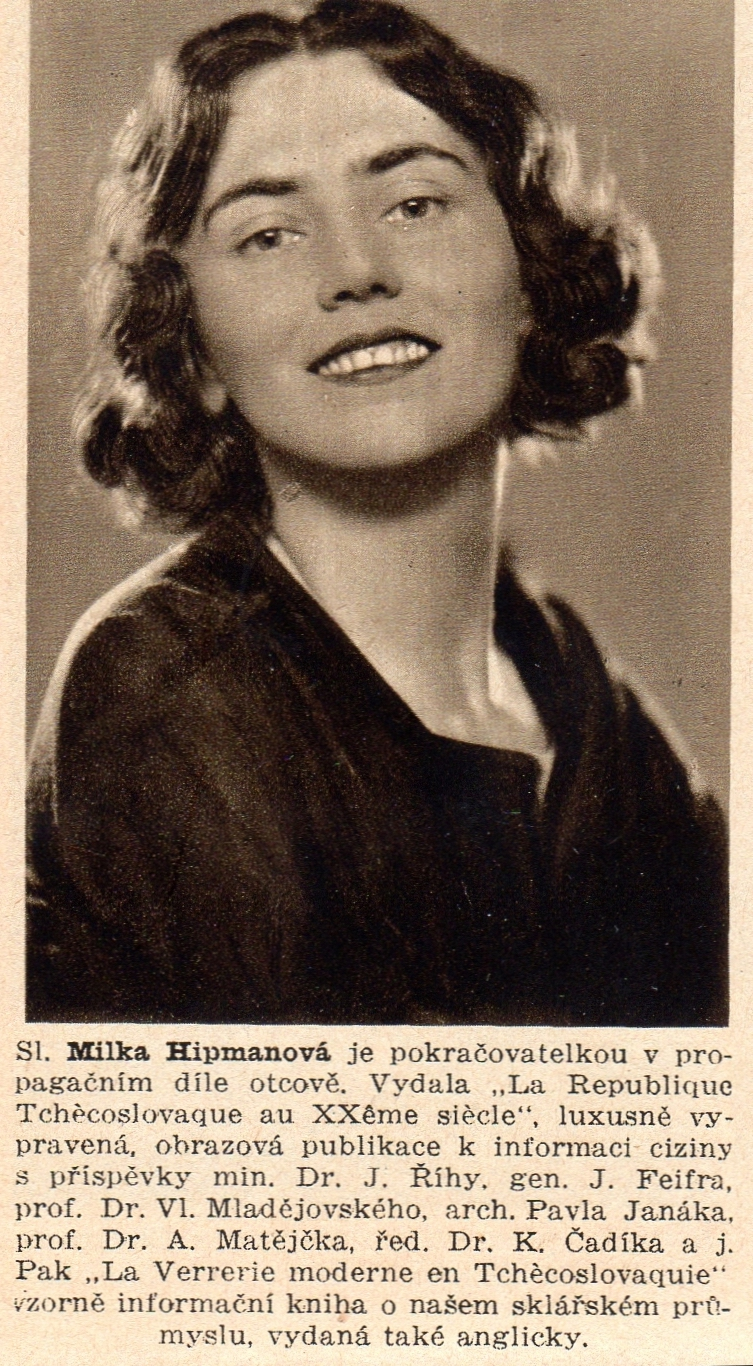
Milka Paděrová-Hipmanová, dcera Karla Hipmana

Dne 1. prosince 1900 se na Smíchově oženil Aloisií (Luisou), rozenou Koudelkovou (1877–??). Měl dceru Ludmilu (1903 –1989) a syny Jaroslava (1904–1905) a Vladimíra (1908–1976).
- Dcera Milka (Ludmila) Paděrová-Hipmanová (1903–1989) byla pokračovatelkou díla svého otce, nakladatelkou propagačních knih o Čechách ve francouzštině[10] a autorkou knihy Opilé chvíle.
- Syn Vladimír byl fotograf a architekt.[11]

### Závěr života
Karel Hipman zemřel v ústavu pro choromyslné Kateřinky v Praze, 14. července 1914; příčinou smrti byla progresivní paralýza. O tři dny později byl pochován na pražských Olšanských hřbitovech.

## Dílo

### Periodika
Během svého pobytu v zahraničí přispíval Karel Hipman zejména do Národních listů zprávami o událostech, které měly vztah k Čechám.
Po návratu do vlasti byl vydavatelem a redaktorem časopisu Český svět.

### Knižní vydání
- La nation tchèque – sa mission et son rôle en Europe (Český národ – jeho poslání a role v Evropě, Charles Hipman ve spolupráci s významnými českými umělci a spisovateli, Praha, Jos. R. Vilímek, 1895)
- Prague et les Tchèques (Praha a Češi, vydal Charles Hipman ve spolupráci s francouzskými a českými spisovateli, Ženeva, nákladem vlastním, 1897)
- Na příč Švýcarskem. I. (napsal Charles Hipman, Praha, E. Beaufort, 1899)
- Les Tchèques au XIXème siècle (Češi v 19. století, vydal Charles Hipman ve spolupráci s českými a francouzskými spisovateli, francouzsky, Prague, La Nation Tchèque, 1900 a 1902)
- Za českou slávou - pouť Evropou po stopách české minulosti (cyklus obrazů, uspořádal a slovem doprovodil Karel Hipman, Praha, Vilímek, 1904)[13]